# Тоя вовкобійна
Тоя вовкобійна, то́я Бе́ссера або Аконіт Бессера (Aconitum besserianum subsp. lasiostomum, народна назва — вовкобій) — рідкісна ендемічна багаторічна трав'яниста рослина. Належить до родини жовтецеві (Ranunculaceae). Рослина отруйна.
Відкрив і описав Віллібальд Бессер.

## Біологічні властивості
Багаторічна трав'яниста рослина заввишки до 100 см, з коротким кореневищем. Отруйна.
Стебло прямостояче. Листки прикореневі, великі, на довгих черешках, пальчасторозсічені.
Квітки шоломоподібні, бруднувато-білі, зібрані у верхівкові суцвіття. Листянка (плід) опушена.
Цвіте у червні — липні. Плодоносить у серпні — вересні. Розмножується насінням.

## Поширення
Зростає на Подільській височині (середнє Придністров'я, південна частина Товтр, Вороняки, Опілля, Покуття).
Зростає у тінистих дубово-грабових лісах (на пухкому лісовому ґрунті), зрідка — серед густих чагарників.
Зрідка трапляється в широколистяних лісах, у чагарниках західної частини лісостепу (на території заповідника «Медобори», національному природному парку "Кременецькі гори").

## Охоронний статус
Занесена до Червоної книги України. Природоохоронний статус: Вразливий.